# NGC 4076
NGC 4076 este o liner situată în constelația Părul Berenicei. A fost descoperită în 27 aprilie 1785 de către William Herschel. Se află la o distanță de 91,25 de megaparseci de Pământ.